# Ezrin
Ezrin‏ (Ezrin) هوَ بروتين يُشَفر بواسطة جين Ezrin في الإنسان.